# Geirshólmur

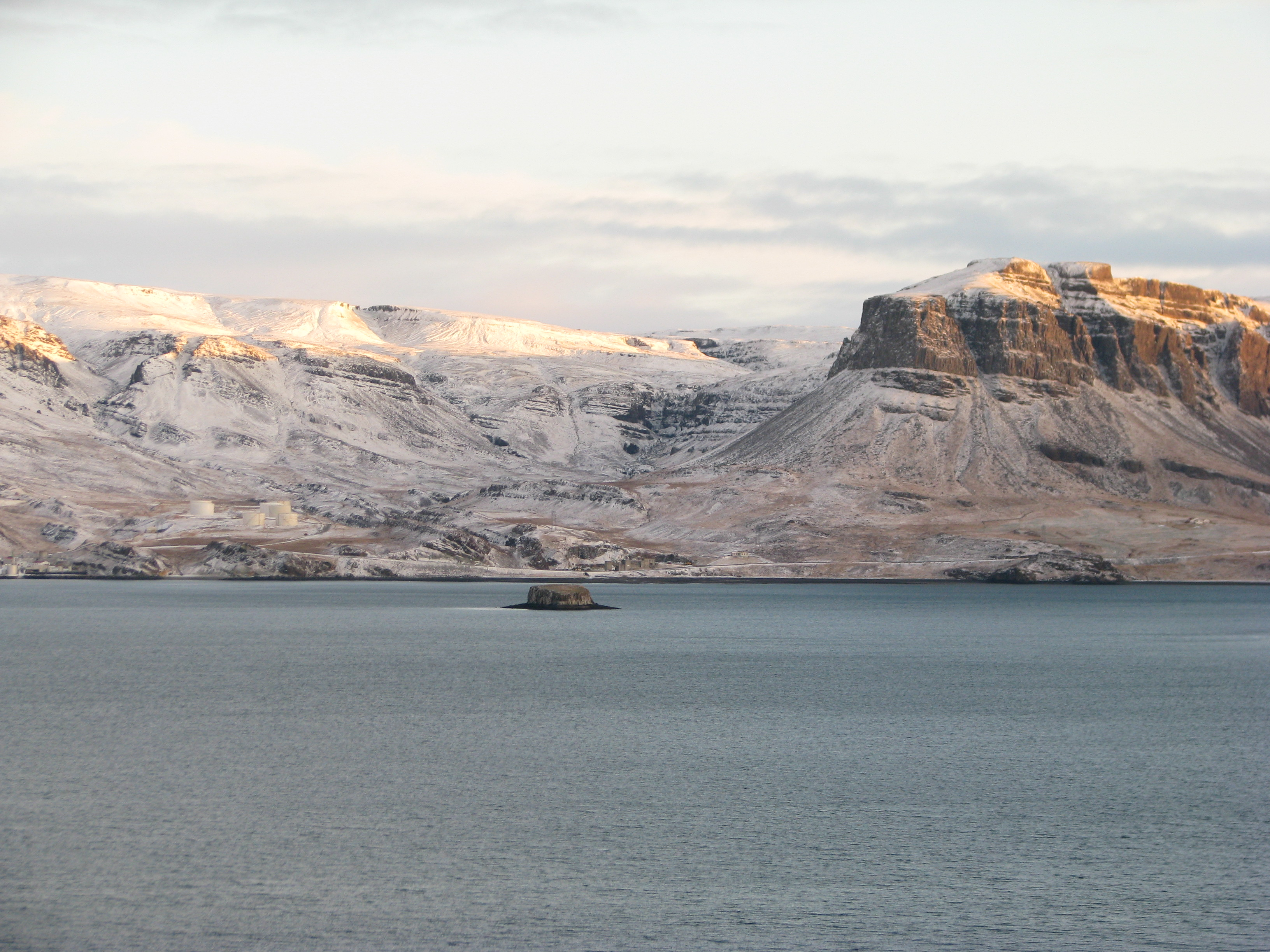
Geirshólmur. Daarachter het Skarðheiði bergmassief, en rechts de 388 meter hoge basaltberg Þyrill.

Geirshólmur is een klein eilandje in de Hvalfjörður, een van de fjorden in het westen van IJsland. Vlak bij het schiereilandje Þyrilsnes ligt het onooglijk kleine eiland dat met steile wanden enkele tientallen meters uit de zee omhoog rijst. Volgens de saga van Hord leefde Hörður Grímkelsson daar een aantal jaren als vogelvrij verklaarde samen met zijn vrouw, kinderen en gevolg.
Voor de IJslandse bewoners was het eilandje vroeger alleen maar van belang om er wat schapen op te kunnen houden.